# Георгиевский, Георгий Адольфович
Георгий Адольфович Георгиевский (11 июня 1907 — 6 мая 1979) — русский советский театральный актёр, режиссёр и педагог, народный артист РСФСР.

## Биография
Георгий Адольфович Георгиевский родился 11 июня 1907 года в семье известного русского актёра А. Г. Георгиевского.
Сценическую деятельность начал в 1925 году в Ростове как актёр, несколько лет работал в Нижегородском театре под руководством Н. И. Собольщикова-Самарина. В 1931—1932 годах служил в Государственном театре имени В. Мейерхольда.
В 1933 году начал режиссёрскую работу в Свердловском драматическом театре. Затем работал в Баку, Кирове, Тбилиси. Член КПСС с 1939 года.
В 1942—1953 и 1958—1967 годах был главным режиссёром Калининского драматического театра. В 1953—1958 годах — главный режиссёр Ставропольского драматического театра.
В 1962—1967 годах — руководитель филиала школы-студии МХАТ при Калининском областном драматическом театре.
В 1967 году переехал в Москву. В 1967—1977 годах преподавал в Московском институте культуры.
Умер 6 мая 1979 года, урна с прахом находится в 4 секции колумбария Ваганьковского кладбища Москвы.

### Семья
- Отец — русский советский актёр Адольф Георгиевич Георгиевский (1886—1945), заслуженный артист РСФСР.

## Награды и премии
- Заслуженный деятель искусств РСФСР (1950).
- Народный артист РСФСР (1963).

## Работы в театре
- «Беспокойная старость» Рахманова (1938)
- «Мать» К. Чапека
- «Павел Греков» Войтехова и Ленча (1939, совм. с И. С. Ефремовым)
- «Персональное дело» А. Штейна (1955)
- «Фабричная девчонка» А. Володина (1957)
- «Трасса» И. Дворецкого
- «Коллеги» по В. Аксенову
- «Гроза» А. Островского
- «Суворов»
- «Свадьба Кречинского»
- «Гибель эскадры»
- «Кутузов»

### Калининский драматический театр
- «Фронт» А. Корнейчука (1942)
- «Русский вопрос» К. М. Симонова (1947)
- «Нашествие»
- «Счастье»
- «Великая сила»
- «Живой труп» Л. Толстого
- «Заговор обречённых» Н. Вирты (1949)
- «Ревизор» Н. В. Гоголя (1952)
- «Алмазы»
- «Третья патетическая» Н. Погодина (1960)
- «До свидания, Анна!» Б. Н. Полевого (1960)
- «Между ливнями»
- «Коллеги»
- «Обыкновенная история» по И. Гончарову
- «Кандидат партии»

### Ставропольский театр драмы
- «Раки» С. Михалкова
- «Иван Рыбаков» Виктора Гусева
- «Последняя остановка» Ремарка
- «Американская трагедия» Драйзера
- «Огненный мост» Б. Ромашова